# Канапка

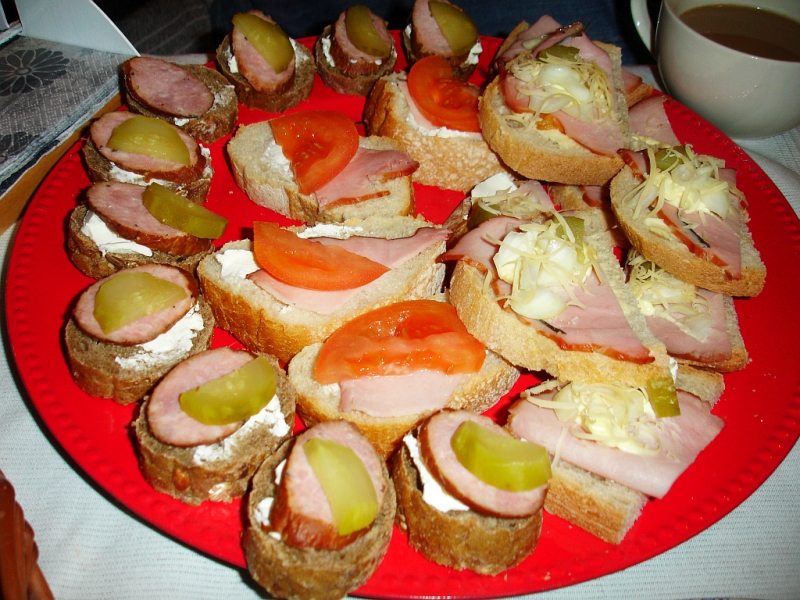
Канапки

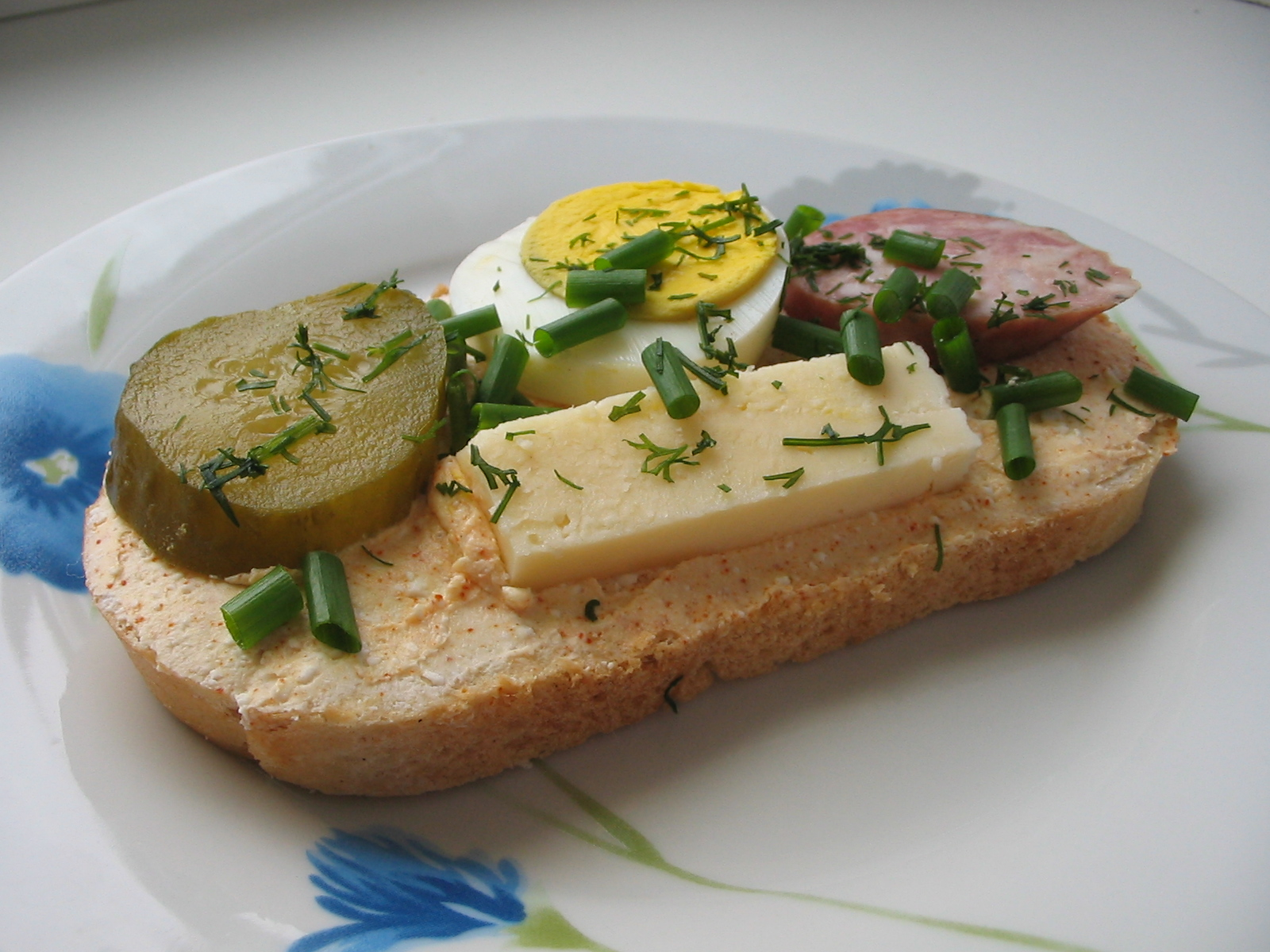
Весільна канапка

Канапе́ (фр. canapé), кана́пка, тарти́на, тарти́нка, ски́бка — вид бутерброда, невелика скибка свіжого чи підсушеного хліба, булки, може бути змащена різноманітними намазками (з вершкового масла, паштету, сиру, соусів, джему, варення, мармеладу), поверх якої викладена скибками чи шматочками різноманітна начинка (ковбаса, шинка, гриби, яйця, риба та морепродукти, сир, овочі, фрукти) та зелень (цибуля, часник, кріп, петрушка, коляндра (коріандр), листя салату, базилік, рукола, м'ята) та приправ. Канапки бувають з солодкою чи солоною начинкою. Солоні канапки можуть подаватися до столу гарячими чи холодними. Неодмінна страва святкового столу.
Французьке слово canapé означає «диван, канапа». Його почали використовувати на позначення цієї страви, оскільки шматочки шинки (сиру, помідорів тощо) складали на булку (батон) як подушки на дивані. Словом «канапе» в українській мові переважно називають крихітні бутерброди. Водночас на заході України словом «канапка» називають будь-який бутерброд. У польській мові слово kanapka вживається щодо сендвічів.

## Галерея

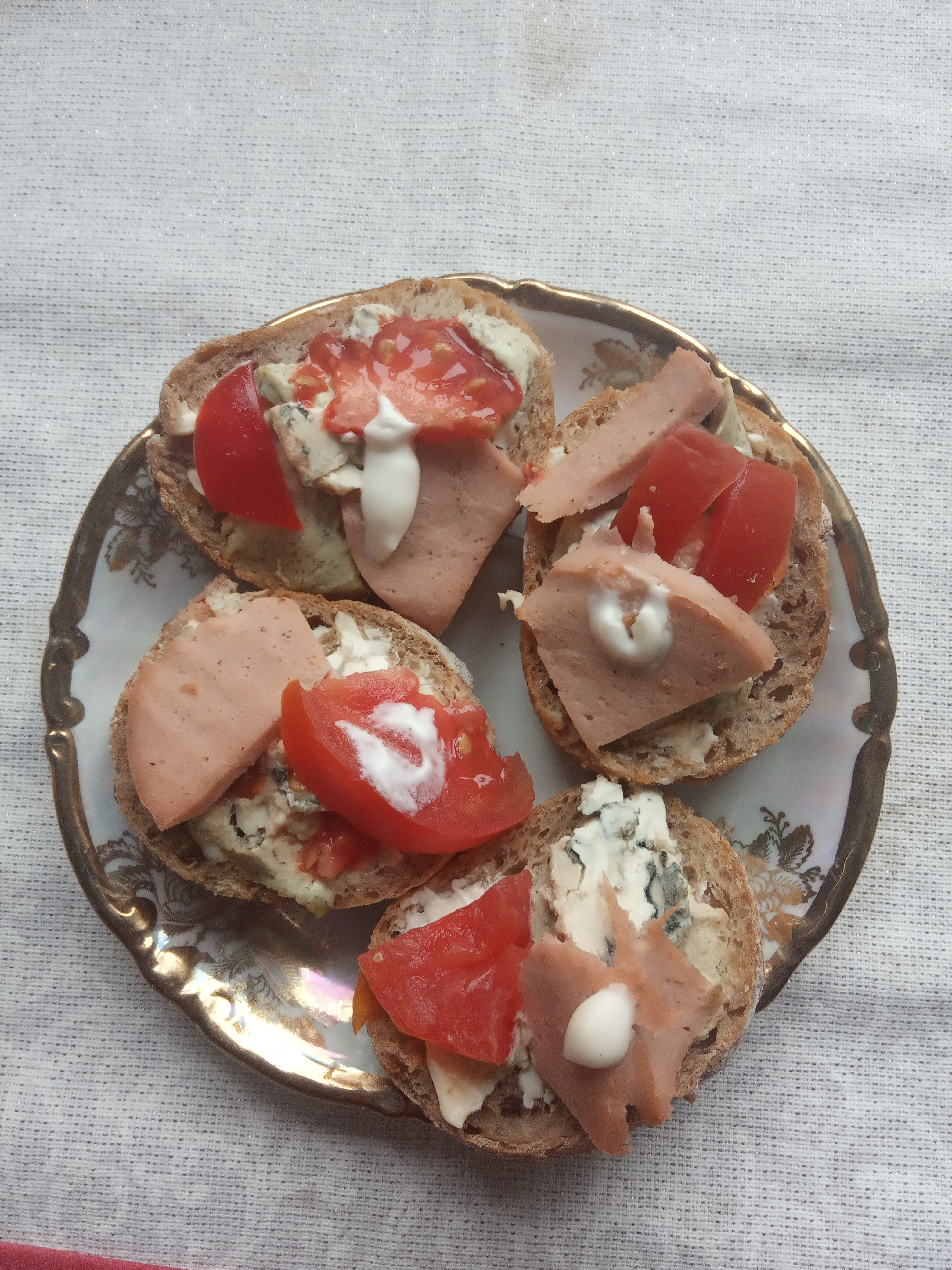
Вегетаріанські канапки із вегетаріанською ковбасою (Чернігів, 2021)
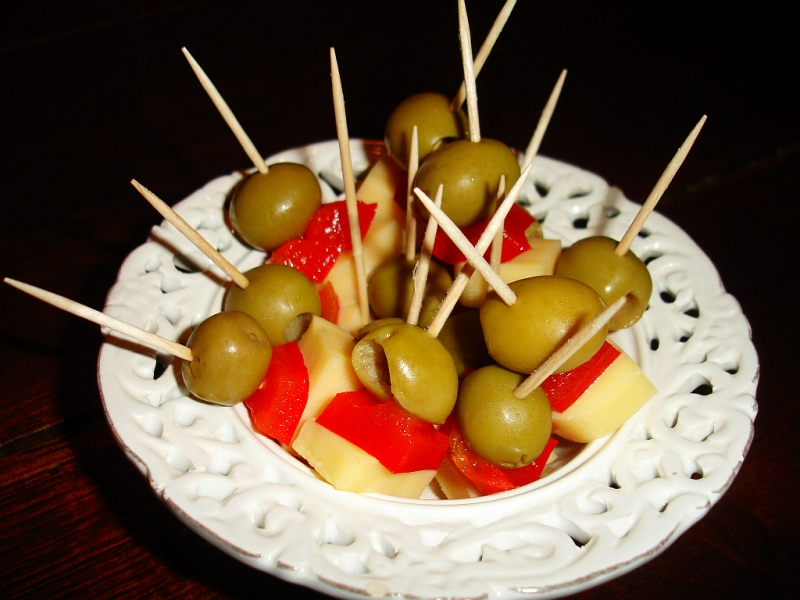
Канапки на шпажках
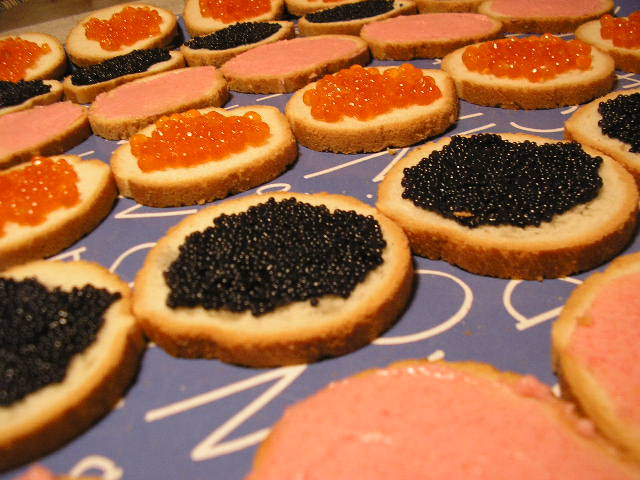
Канапки з ікрою
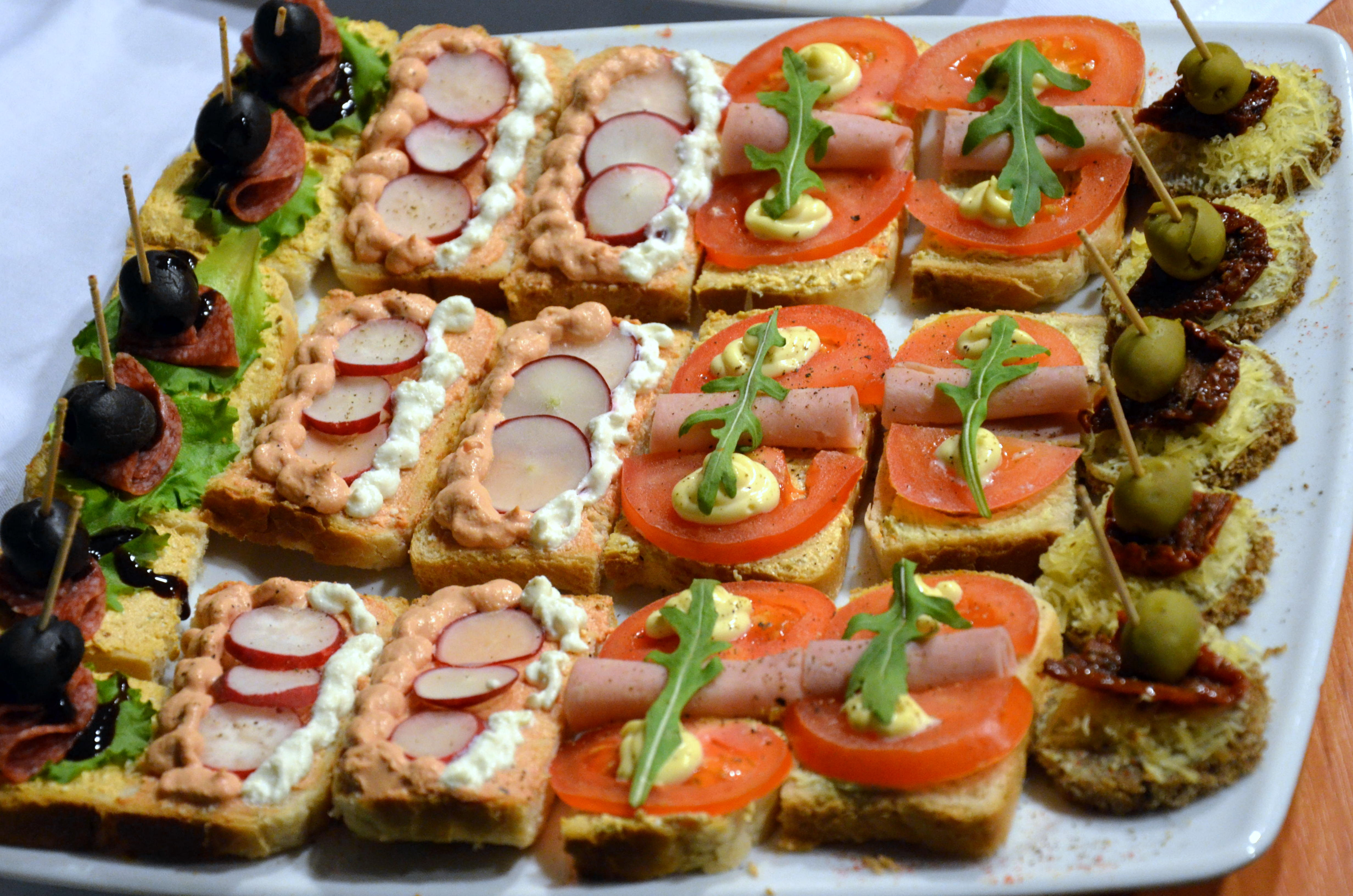
Польські канапки
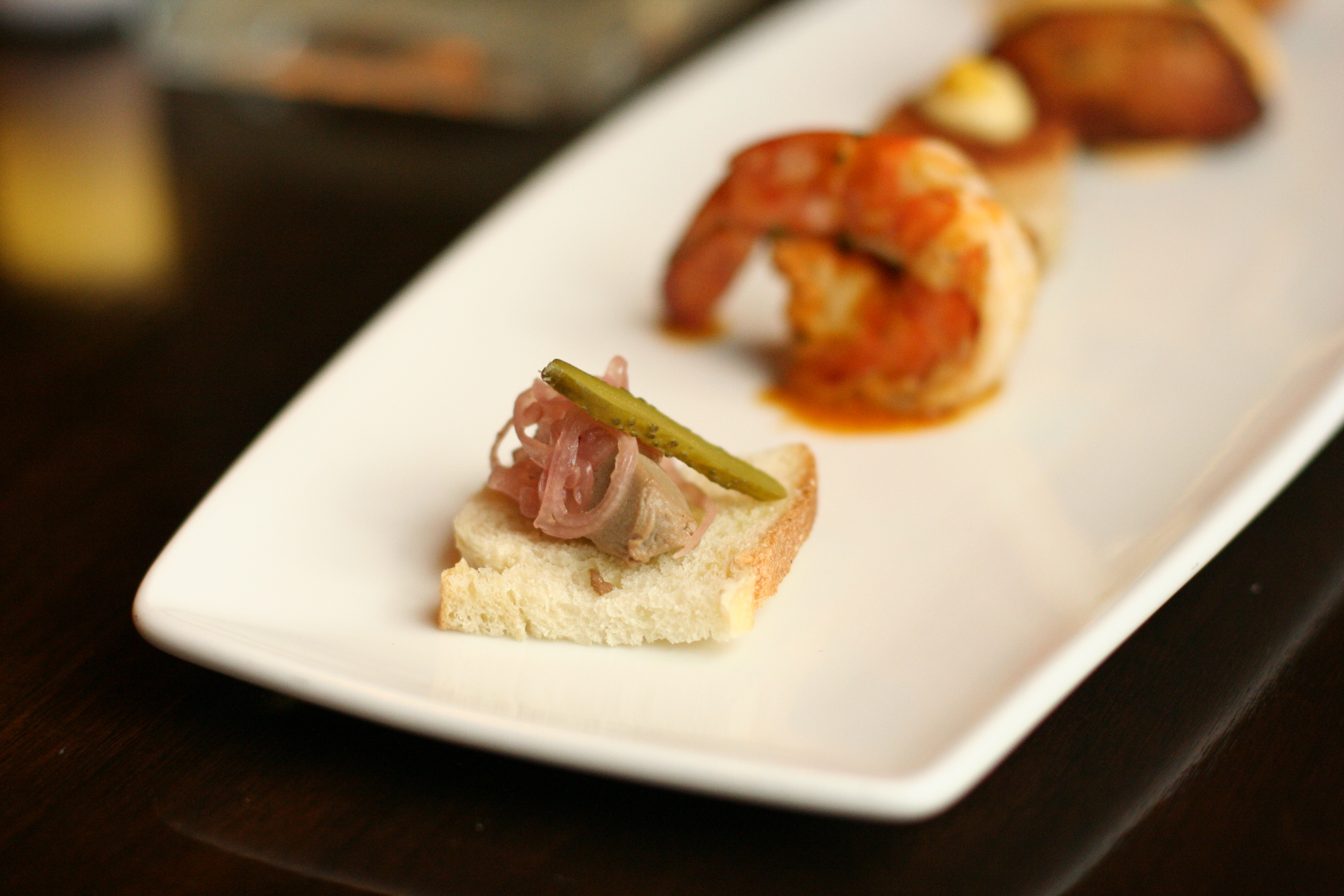
Канапки у Ванкувері
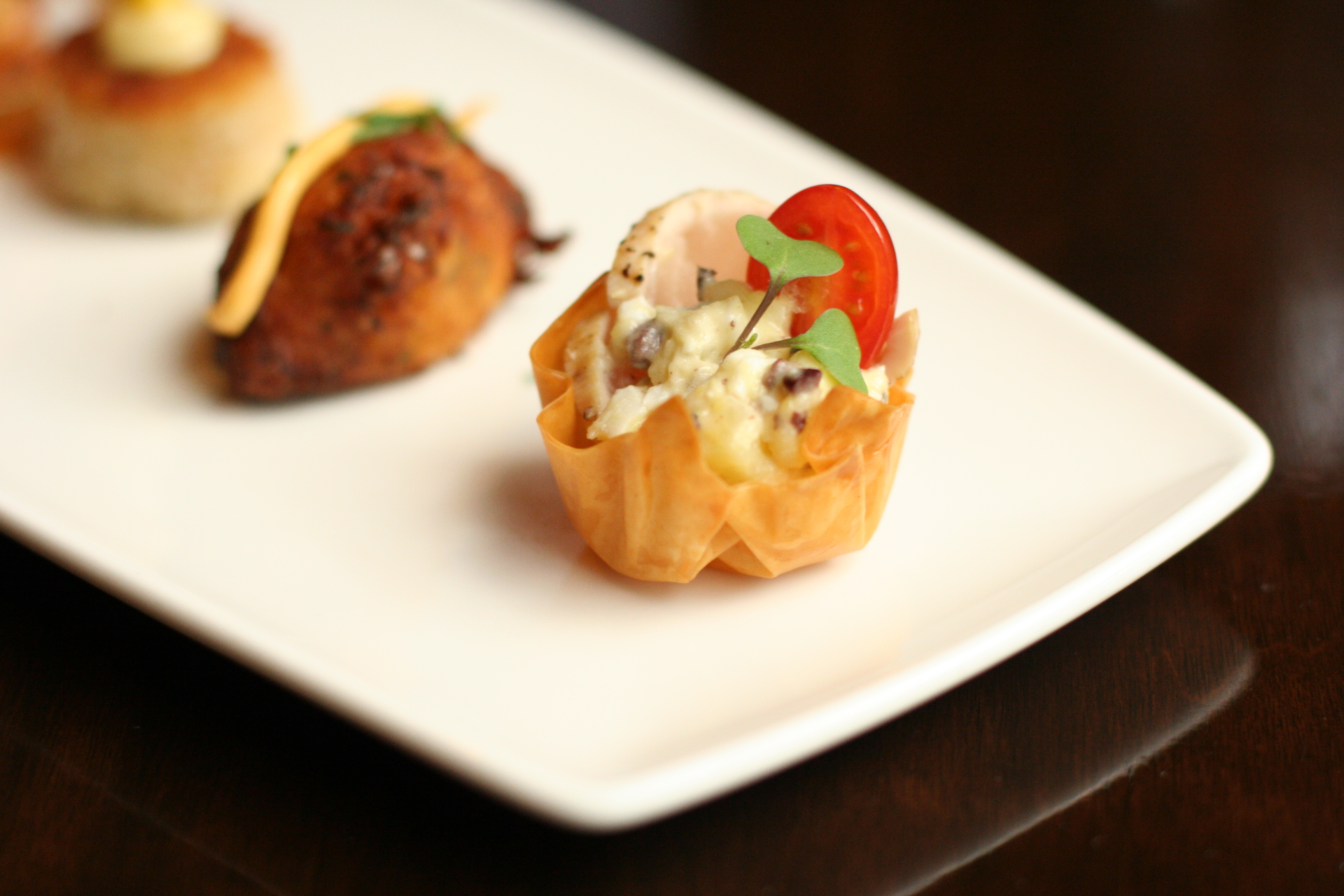
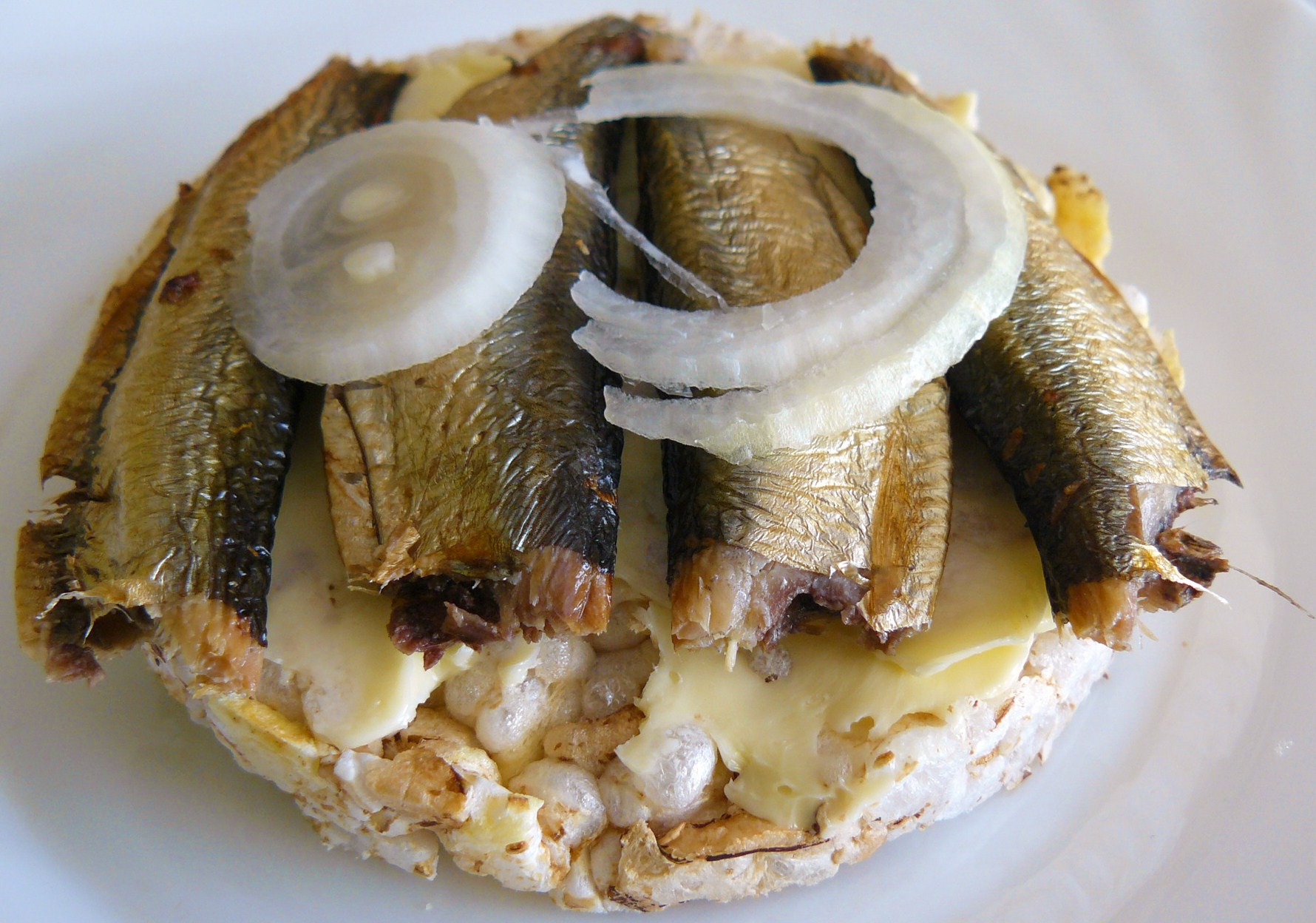
Канапка зі шпротами (Польща)
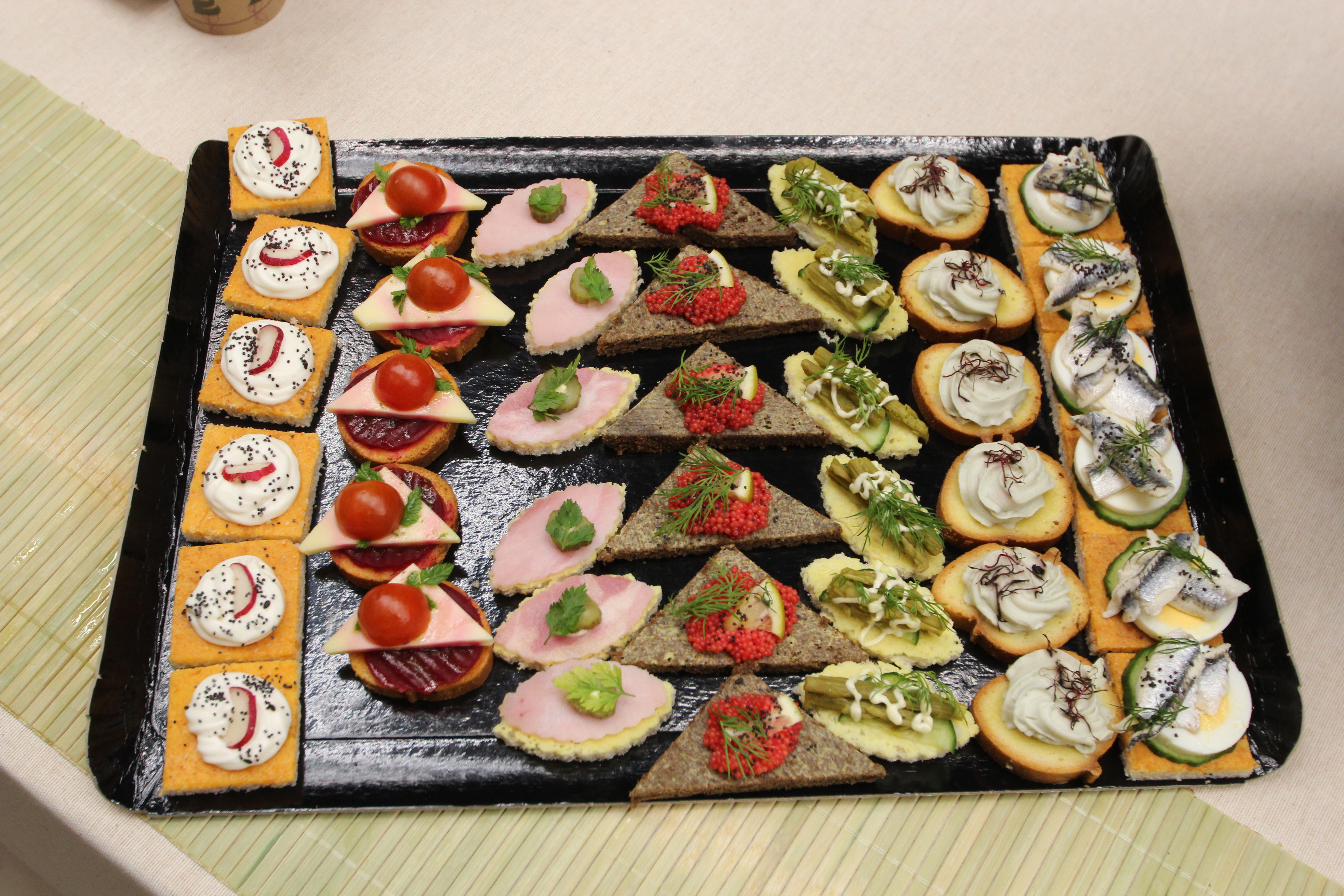
Канапки Wikimedia France під час фуршету WLM 2014
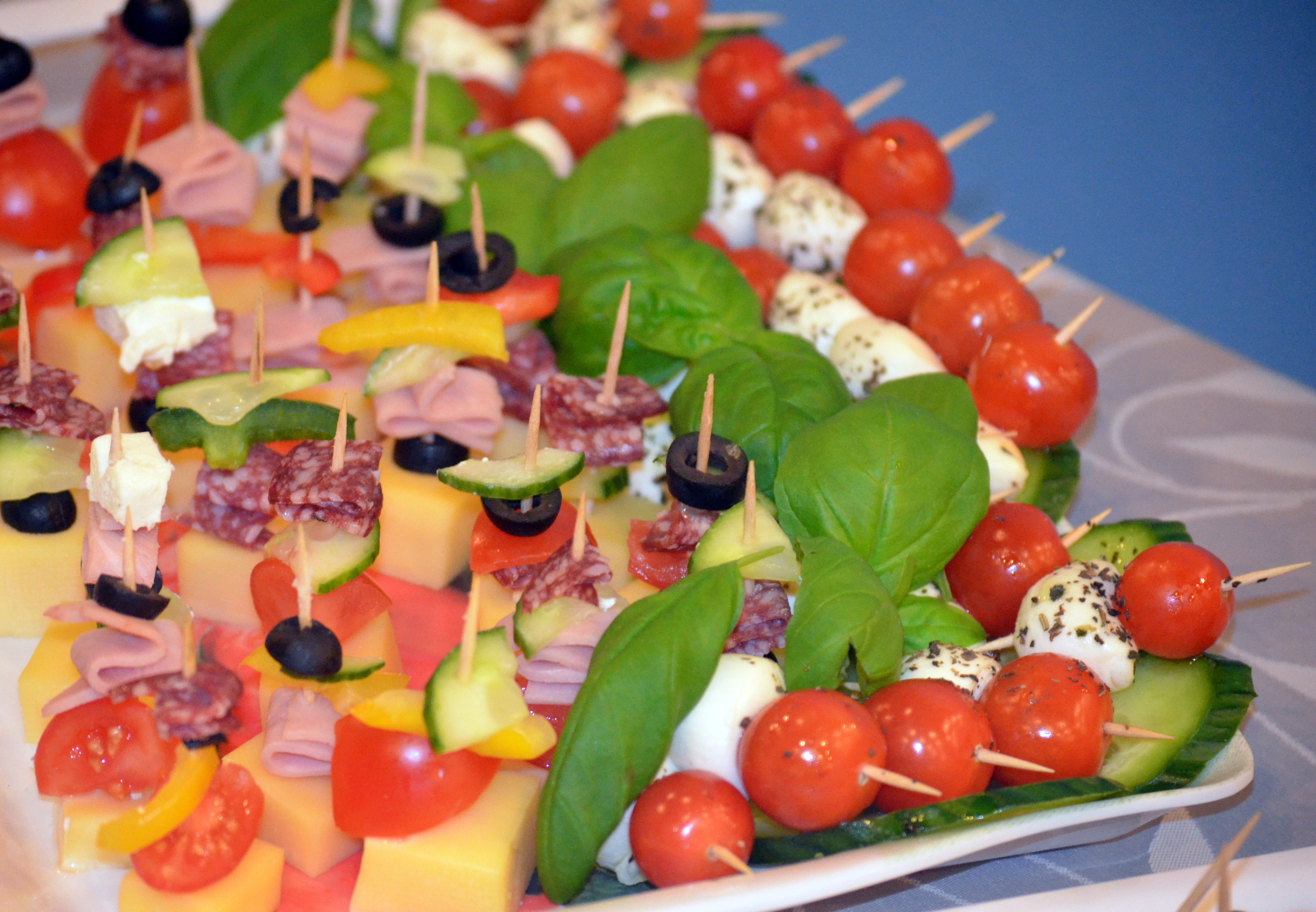
Набір канапок
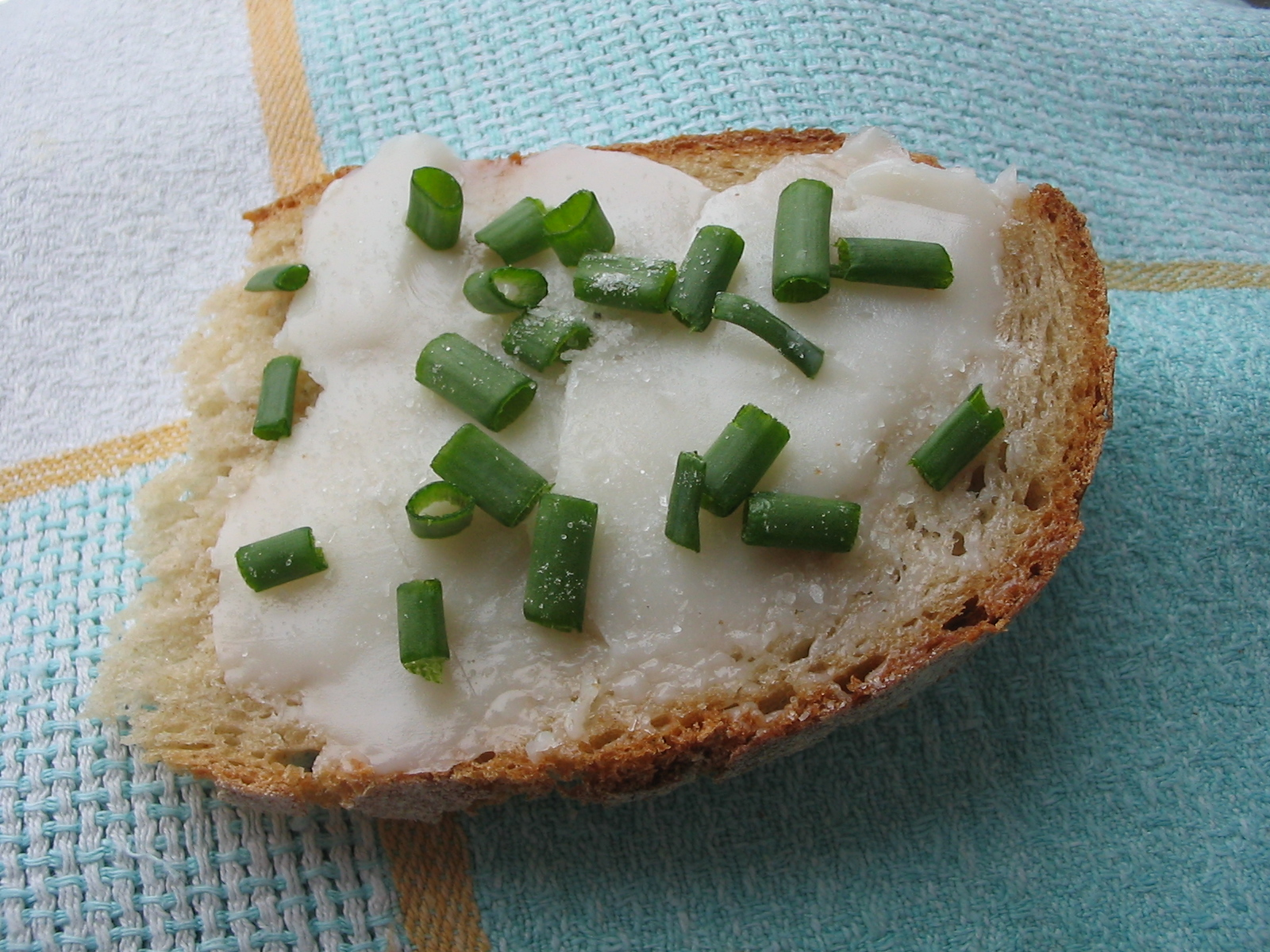
Канапка зі смальцем (Україна)